# Vinnie Paul
Vinnie Paul, född Vincent Paul Abbott den 11 mars 1964 i Abilene, Texas, död 22 juni 2018 i Las Vegas, Nevada, var en amerikansk trummis och tidigare medlem i metalbanden Pantera och Damageplan. Vinnie Paul var bror till Dimebag Darrell, med vilken han spelade i både Pantera och Damageplan.
Från 2006 var Vinnie Paul med i metalsupergruppen Hellyeah, med medlemmar från Mudvayne och Nothingface. De gav 2007 ut ett självbetitlat debutalbum.

## Diskografi (urval)
Med Pantera (studioalbum)
- 1983 – Metal Magic
- 1984 – Projects in the Jungle
- 1985 – I Am the Night
- 1988 – Power Metal
- 1990 – Cowboys from Hell
- 1992 – Vulgar Display of Power
- 1994 – Far Beyond Driven
- 1996 – The Great Southern Trendkill
- 2000 – Reinventing the Steel
- 2015 – History of Hostility[2]

Med Damageplan (studioalbum)
- 2004 – New Found Power[3]

Med Hellyeah (studioalbum)
- 2007 – Hellyeah
- 2010 – Stampede
- 2012 – Band of Brothers
- 2014 – Blood for Blood
- 2016 – Unden!able[4]